# チューリッヒ空港 (企業)
チューリッヒ空港（ドイツ語: Flughafen Zürich AG）は、スイス・チューリッヒ近郊のクローテンに本拠を置く空港運営会社。チューリッヒ空港を運営するほか、空港内施設のリース・管理等を手掛けている。スイス証券取引所上場企業（SIX: FHZN）。

## 沿革
2000年4月6日、チューリッヒ空港の民営化に伴い、従来のFlughafendirektion (Zurich Airport Authority,  FDZ)と、Flughafen Immobiliengesellschaft (Airport Real Estate Company,  FIG) が合併する形で設立された。FDZはスイス連邦経済省に所属する組織であり、空港運営を担当、他方FIGの発足は1948年に遡り、チューリッヒ空港における建設とビル管理を行ってきた。FIGは1984年に株式上場を行ったが、FIGの民営化とチューリッヒ空港の着実な発展に応じて、FDZの民営化が検討され、1999年にFDZとの合併を伴うコンセッション方式の民営化が、チューリッヒ州の参事会で可決された。
2000年4月12日にスイス証券取引所に上場、発足から2010年4月までは「Unique」の会社名称を使用していた。当初はチューリッヒ州が株式の8割近くを保有していたが、売却が進み翌年に5割以下に減少、現在は3分の1の保有となっている。コンセッションの期間は50年、2051年3月31日までとされている。

## 海外展開
2001年12月に子会社Unique Airports Worldwide AGが設立されて以降、チューリッヒ空港以外の事業展開も行われ、現在スイス国外で8つの空港の運営に関与している。
出資の中心はチリのA-port Operaciones S.A.となっている。ブラジルでは、2017年3月、エルシリオ・ルス国際空港の運営権を取得、続いて2019年3月、ヴィトーリア近郊のエウリコ・デ・アドニアス・サーレス空港とマカエ近郊のベネディトラセルダ空港の運営権を獲得した。
アジアでは、インドで2008年から2017年までケンペゴウダ国際空港の運営権を保有、2019年11月、デリー南郊のノイダ国際空港の運営権を獲得した。このほかマレーシアに拠点を持ち、ペナン国際空港の拡張事業に投資している。